# Johann Baptist Bekk
Johann Baptist Bekk (né le 29 octobre 1797 à Triberg en Forêt-Noire - mort le 22 mars 1855 à Bruchsal) était un juriste et homme politique libéral badois.

## Biographie
Après des études de droit à Fribourg-en-Brisgau, Bekk devint avocat au barreau de Meersburg en 1822. Nommé assesseur au tribunal de Meersburg en 1829 puis vice-chancelier de la haute-cour de Mannheim en 1837, il fut également au service du ministère de l'Intérieur à partir de 1832.

Élu à la chambre des députés ("seconde chambre") du parlement badois dès 1831, il appartenait à l'opposition libérale et prit part à la lutte menée par Johann Adam von Itzstein contre le gouvernement conservateur de Blittersdorf. En 1842, il fut élu à la présidence de cette chambre.
En 1846, il fit son entrée au gouvernement badois et fut nommé ministre de l'Intérieur. Véritable chef du gouvernement, il engagea des réformes libérales. Cependant, certaines de ses revendications auprès de la Diète de la Confédération germanique (comme l'abolition de la censure) restèrent lettre morte jusqu'à la Révolution de Mars (1848).

Dépassé par la radicalisation d'une partie du mouvement libéral, qui provoqua un Coup d'État républicain à Carlsruhe en mai 1849, il dut se retirer le 8 juin de cette année. La répression du mouvement lui permit de reprendre son siège de député.